# 1659
| [ Edytuj tabelę ]              | |
| Król Polski                    | - 1648 Jan Kazimierz 1668 |
| Współksiążęta Andory           | - 1655 Joan Manuel de Espinosa 1663 - 1643 Ludwik XIV 1715                                                                                     |
| Król Anglii i Szkocji          | - 1658 Richard Cromwell (jako Lord Protector) 1659 - 1659 anarchia 1660                                                                        |
| Elektor Bawarii                | - 1651 Ferdynand Maria 1679 |
| Elektor Brandenburgii          | - 1640 Fryderyk Wilhelm 1688 |
| Sułtan Brunei                  | - 1625 Muhammad Ali 1660 |
| Cesarz Chin                    | - 1644 Shunzhi 1661 |
| Król Czech                     | - 1657 Leopold I Habsburg 1705 |
| Król Danii                     | - 1648 Fryderyk III 1670 |
| Dalajlama                      | - 1617 Lobsang Gjaco 1682 |
| Cesarz Etiopii                 | - 1632 Fasiledes 1667 |
| Król Francji                   | - 1643 Ludwik XIV 1715 |
| Król Hiszpanii                 | - 1621 Filip IV 1665 |
| Landgraf Hesji-Kassel          | - 1637 Wilhelm VI Sprawiedliwy 1663 |
| Stadhouder Holandii            | - 1650 pierwszy okres bez stadhoudera 1672 |
| Szach Iranu                    | - 1642 Abbas II 1666 |
| Państwo Wielkich Mogołów       | - 1658 Aurangzeb 1707 |
| Lord Irlandii                  | - 1658 Richard Cromwell 1659 |
| Cesarz Japonii                 | - 1654 Go-Sai 1663 |
| Kalif                          | - 1648 Mehmed IV 1687 |
| Patriarcha Konstantynopola     | - 1657 Parteniusz IV 1662 |
| Władca Korei                   | - 1649 Hyojong 1659 - 1659 Hyŏnjong 1674 |
| Książę Kurlandii i Semigalii   | - 1642 Jakub Kettler 1682 |
| Książę Liechtensteinu          | - 1627 Karol Euzebiusz 1684 |
| Książę Monako                  | - 1612 Honoriusz II 1662 |
| Król Nawarry                   | - 1643 Ludwik XIV 1710 |
| Król Norwegii                  | - 1648 Fryderyk III 1670 |
| Sułtan Omanu                   | - 1649 Sultan I ibn Sajf 1688 |
| Elektor Palatynatu             | - 1648 Karol I Ludwik 1680 |
| Papież                         | - 1655 Aleksander VII 1667 |
| Książę Parmy i Piacenzy        | - 1646 Ranuccio II 1694 |
| Król Portugalii                | - 1656 Alfons VI 1683 |
| Książę w Prusach               | - 1640 Fryderyk Wilhelm Wielki Elektor 1688 |
| Car Rosji                      | - 1645 Aleksy I 1676 |
| Cesarz Rzymski (niemiecki)     | - 1658 Leopold I Habsburg 1705 |
| Kapitanowie Regenci San Marino | - 1658 Carlo Loli Pompeo Zoli 1659 - 1659 Ottavio Giannini Cristofaro Gianotti 1659 - 1659 Paolo Antonio Onofri 1660 - 1659 Antonio Ricci 1660 |
| Elektor Saksonii               | - 1656 Jan Jerzy II Wettyn 1680 |
| Król Szwecji                   | - 1654 Karol X Gustaw 1660 |
| Król Tajlandii                 | - 1656 Narai 1688 |
| Sułtan Turków                  | - 1648 Mehmed IV 1687 |
| Doża Wenecji                   | - 1658 Giovanni Pesaro 1659 - 1659 Domenico Contarini 1674                                                                                     |
| Król Węgier                    | - 1655 Leopold I 1705 |
| Książęta Wirtembergii          | - 1628 Eberhard III 1674 |

Rok 1659 / MDCLIX
stulecia: XVI wiek ~
XVII wiek ~
XVIII wiek

lata: 1649 «
1654 «
1655 «
1656 «
1657 «
1658 «
1659
» 1660
» 1661
» 1662
» 1663
» 1664
» 1669

## Wydarzenia w Polsce
- 7–8 lipca – wojna polsko-rosyjska: armia polsko-kozacko-tatarska pod wodzą Iwana Wyhowskiego zwyciężyła wojska rosyjskie w bitwie pod Konotopem.
- 26 października – potop szwedzki: zwycięstwo polskie w bitwie pod Gdańską Głową.
- 22 grudnia – potop szwedzki: skapitulowała szwedzka załoga twierdzy Gdańska Głowa.
- 24 grudnia – wojna polsko-rosyjska: wojska rosyjskie po przekroczeniu Bugu zdobyły Zabłudów i wymordowały chroniących się w kościele mieszkańców.

## Wydarzenia na świecie
- 14 stycznia – wojna hiszpańsko-portugalska: zwycięstwo wojsk portugalskich w bitwie pod Elvas.
- 11 lutego – wojna duńsko-szwedzka: oblegająca Kopenhagę armia szwedzka ruszyła do szturmu, jednak została odparta z pomocą holenderskich marynarzy.
- 25 maja – Richard Cromwell ustąpił ze stanowiska Lorda Protektora Anglii i Szkocji.
- 7 listopada – podpisano pokój pirenejski kończący wojnę francusko-hiszpańską.
- 24 listopada – wojna duńsko-szwedzka: bitwa pod Nyborgiem.

- Skuteczna obrona Szczecina, obleganego przez wojska brandenburskie.
- Molier wystawił Pocieszne wykwintnisie.

## Urodzili się
- 13 stycznia – Johann Arnold Nering, niemiecki architekt (zm. 1695)
- styczeń – Jacob Roggeveen, żeglarz holenderski
- 18 lipca – Hyacinthe Rigaud, malarz francuski
- 10 września – Anton Ignaz Müntzer, niemiecki duchowny katolicki, biskup pomocniczy wrocławski (zm. 1714)

## Zmarli
- 27 lutego – Henry Dunster, amerykański duchowny, pedagog, prezydent uniwersytetu harwardzkiego
- kwiecień – Wojciech Węgierski, protestancki kaznodzieja, kronikarz i poeta (ur. 1602)
- 22 sierpnia – Michał Piotr Boym, polski jezuita, misjonarz i badacz Chin
- 23 września – Bogusław Leszczyński, podskarbi wielki koronny, podkanclerzy koronny
- 1 października – Jan de Palafox y Mendoza, hiszpański błogosławiony Kościoła katolickiego (ur. 1600)
- 10 października – Abel Tasman, żeglarz holenderski (ur. 1603)
- 31 grudnia – Alan de Solminhac, biskup, opat, kanonik regularny, błogosławiony (ur. 1593)

## Święta ruchome
- Tłusty czwartek: 20 lutego
- Ostatki: 25 lutego
- Popielec: 26 lutego
- Niedziela Palmowa: 6 kwietnia
- Wielki Czwartek: 10 kwietnia
- Wielki Piątek: 11 kwietnia
- Wielka Sobota: 12 kwietnia
- Wielkanoc: 13 kwietnia
- Poniedziałek Wielkanocny: 14 kwietnia
- Wniebowstąpienie Pańskie: 22 maja
- Zesłanie Ducha Świętego: 1 czerwca
- Boże Ciało: 12 czerwca